# 佐藤竜太郎
佐藤 竜太郎（さとう りょうたろう、7月21日 - ）は、日本の男性声優。神奈川県出身。以前は81プロデュースに所属していた。身長173cm。

## 出演

### テレビアニメ
2000年
- グラビテーション（スタッフ）
- Sci-Fi HARRY（警官、ディレクター、レポーター達）
- ゾイド -ZOIDS-（ヘルキャット乗員）
- とっとこハム太郎（町の男達）
- ポケットモンスター（測量士）

2002年
- アソボット戦記五九（村人）
- NARUTO -ナルト-（下忍）

2003年
- ぷちぷり*ユーシィ（通行人）

2004年
- マシュマロ通信（役者）
- MADLAX（通信、兵士）

2005年
- ああっ女神さまっ（友人、男子生徒）

### OVA
- 新ゲッターロボ（2004年、ヤクザ、盗賊、家臣、所員 他）
- フリクリ（2005年、ノラネコ）

### 吹き替え
- ジェイミーのラブリー・ダイニング（2002年）
- スパイダーマン（2002年、男子生徒2）

### 特撮
- 時空警察ヴェッカー（2001年、佐久間伸）